# Krásněves
Krásněves település Csehországban, a Žďár nad Sázavou-i járásban. Krásněves Bory, Radostín nad Oslavou és Kněževes településekkel határos. Lakosainak száma 285 fő (2024. január 1.).

## Népesség
A település lakosságának változását az alábbi diagram mutatja:
| Lakosok száma | 296  | 327  | 377  | 288  | 299  | 265  | 282  | 289  | 294  | 285  |
|               | 1869 | 1890 | 1921 | 1950 | 1980 | 2001 | 2017 | 2019 | 2022 | 2024 |